# Orto botanico comunale di Lucca
L'Orto botanico comunale di Lucca è un'istituzione scientifica fondata nel 1820 da Maria Luisa di Borbone. È situato in via del Giardino Botanico, nel centro storico di Lucca. Si estende per circa due ettari di superficie e ospita centinaia di specie vegetali.

## Storia

### Origini
Già dalla seconda metà del XVI secolo la città di Lucca, anche se priva di un vero Orto botanico, era consapevole dell'importanza della coltivazione di piante utilizzabili a scopo medicinale, per cui aveva trovato un compromesso con privati per lo svolgimento di questa attività; sorsero così gli "Orti dei semplici" ovvero giardini in cui si coltivavano piante a scopo di studio e di utilizzo nelle farmacie e negli ospedali. Tra i lucchesi ebbero un "giardino dei semplici" Giovan Battista Fulcheri (1540-1605) e Vincenzo Malpighi Montecatini (1530-1600), quest'ultimo citato tra i fondatori degli Orti Botanici. Risale al 1629 un "appaltato" a Gregorio e Tomaso Fulcheri con l'uso di casa con giardino a patto che si impegnassero nella coltivazione di vegetali utili alla città.
Nell'XVIII secolo, con il diffondersi tra i patrizi lucchesi del pensiero illuminista, emerse la necessità di un'Università che potesse tenere alta la qualità tecnica di chi professava le arti liberali. La nuova Università ebbe sede al Real Collegio e vide dal 1802 lo sviluppo di una facoltà medica che si mostrò subito interessata allo studio e alla coltivazione di vegetali. Nel 1813 partì, proprio dalla Facoltà di Medicina, la proposta per l'istituzione di un Orto botanico, ritenuto utile ai fini di una produzione locale di erbe medicinali. La sconfitta di Napoleone a Lipsia comportò però l'abbandono della città di Lucca da parte della principessa Elisa, che aveva espresso parere favorevole alla fondazione dell'Orto. Per questo motivo il progetto venne accantonato fino al 1815 quando, con il Congresso di Vienna, lo stato lucchese venne trasformato in Ducato e salì al trono Maria Luisa di Borbone che riorganizzò l'Università attrezzandola dei più raffinati strumenti didattici: furono creati l'Osservatorio astronomico, il Teatro anatomico, il Museo di Storia Naturale, e infine, nel 1820, l'Orto botanico. Il giardino fu realizzato nella zona sud orientale della città, in un'area libera da costruzioni in quanto fino ad allora utilizzata parte come campo di calcio e parte come luogo di sepoltura per gli eretici ed i morti in tempo di interdetto.

### XIX secolo
Primo direttore dell'Orto botanico fu, dal 1820 al 1833, Paolo Volpi, un illustre botanico e clinico. In seguito l'incarico fu assunto da Benedetto Puccinelli, importante ricercatore che studiò anche le felci e i funghi, facendo realizzare ad acquarello dal pittore Giuseppe Bertini diverse tavole dei macromiceti, oggi conservate nelle raccolte museali dell'Orto; quest'ultimo era frequentato dagli studenti della facoltà di farmacia, medicina e chirurgia ma anche di fisica-matematica. Sempre ad opera del Puccinelli, ma pubblicato postumo, fu un volume dal titolo "Descrizione dei funghi indigeni dell'agro lucchese". Nel 1843 si tenne a Lucca, presso l'aula didattica dell'Orto, il quinto Congresso degli Scienziati Italiani, un'occasione preziosissima di incontro e confronto con la partecipazione dei maggiori esponenti della ricerca e della didattica.
Fin dalla fondazione l'Orto ebbe l'assetto planimetrico attuale: Il cancello monumentale, opera dell'architetto Lorenzo Nottolini, era originariamente sormontato da due sfingi, oggi sostituite da leoni in cotto; oltrepassando quest'ultimo si trova la montagnola (l'area in cui si coltivano le piante caratteristiche della flora mediterranea e di altre aree a clima temperato caldo) l'arboreto, le serre, i locali per gli erbari e un'aula didattica. Al tempo di Volpi e Puccinelli non esistevano ancora il laghetto e le specie igrofile venivano coltivate in una piccola vasca ottagonale ancor oggi visibile.
Il Puccinelli lasciò anche un catalogo delle specie coltivate, dal quale risulta che vi erano oltre 200 specie diverse per 728 generi. Ancora oggi presente è l'attività della preparazione ed invio di un "Indice dei Semi", il quale viene spedito agli altri orti del mondo, offrendo la disponibilità a scambi gratuiti.
È presumibile che molti dei vegetali sperimentati nell'Orto Botanico venissero poi impiantati nei famosi giardini delle ville lucchesi, dove ancora oggi si vedono maestosi alberi di specie esotiche, messi a dimora nel XIX secolo.
Alla morte del botanico Puccinelli e sotto il Granducato di Toscana, nel 1851 fu nominato come nuovo direttore il professor Attilio Tassi, già aiuto alla cattedra di botanica dell'Università di Pisa e poi professore di botanica a Lucca dal 1850, che ricoprì questo ruolo fino al 1859 circa, anno in cui terminò il Granducato di Toscana. Seguì nella direzione dell'Orto il professor Cesare Bicchi, medico formatosi nella facoltà lucchese, già allievo ed aiuto del Puccinelli. Con la direzione del Bicchi l'Orto vide, pur tra varie difficoltà, l'accrescimento delle strutture e delle collezioni fino all'inizio del XX secolo. Il Bicchi lottò a lungo per impedire che diventasse un parco aperto al pubblico, cessando in tal modo le sue funzioni di istituto scientifico e fece realizzare il nuovo laghetto per la coltivazione delle piante igrofile, ampliò la biblioteca e formò un suo erbario.

### XX secolo
Nel 1901 la proprietà dell'Orto passò definitivamente dal demanio al Comune di Lucca, il quale già da anni ne sosteneva economicamente l'attività e ne assegnò l'uso al nuovo Istituto Tecnico “F. Carrara”. Nacquero apposite cattedre, tra cui quelle di botanica ed agraria, e la direzione fu affidata ad un professore dell'istituto stesso. Nel 1904 l'Orto venne aperto al pubblico, ma il provvedimento fu sospeso per le proteste.
Con la nomina del professor Pierucci come direttore, seguirono anni in cui l'Orto attraversò uno dei periodi più brutti della sua lunga storia, venendo addirittura dato in affido ad un giardiniere dopo la prima guerra mondiale. Solo nel 1931 con la direzione del dottor Pera, agronomo, fu riattivata la produzione di piante ornamentali, mantenuto un adeguato numero di giardinieri addetti alla loro cura, recuperata la biblioteca, restaurati libri e locali e realizzato un nuovo laboratorio. A partire dal 1980 si è avuto un continuo incremento delle collezioni e l'aumentare dell'interesse, non solo degli studiosi, ma anche degli appassionati di botanica e di giardinaggio.
In questo quadro dal 1986 opera presso l'Orto l'A.Di.P.A, un'associazione botanica che mantiene la documentazione inerente ad ogni singola pianta, svolge programmi di educazione alle semine insieme a studenti e si procura piante rare che vengono aggiunte alla collezione cittadina a scopo di ricerca e didattica. Dal 2001 grazie alla collaborazione con tale associazione vengono organizzate sulle mura della città le mostre Verdemura e Murabilia, importanti eventi per gli appassionati di giardinaggio e collezionismo botanico.
Attualmente l'Orto botanico di Lucca insieme a quello di Firenze, Pisa e Siena fa parte degli antichi orti botanici ancora attivi sul territorio toscano.

### Cronologia dei direttori
- 1820-1833 Paolo Volpi
- 1833-1850 Benedetto Puccinelli
- 1851-1860 Attilio Tassi
- 1860-1906 Cesare Bicchi
- 1906 E. Pierucci
- 1956 Roma Melinossi
- 1974 Paolo Emilio Tomei
- 1980-2000 Angelo Lippi

Dai primi anni del 2000 l'Orto. divenuto proprietà comunale agli inizi del XX sec.,  viene rappresentato amministrativamente dall'Opera delle Mura di Lucca. Dal 2019, con lo scioglimento dell'Opera delle Mura, è nuovamente gestito dal Comune di Lucca, e in particolare dal Settore Promozione del Territorio, Ufficio cultura.

## Le collezioni

### Alberi e arbusti
La gran parte degli alberi e arbusti, per lo più esotici, è situata in una zona specifica dell'Orto detta "arboreto" che oggi ha perso lo schema geometrico originario dei suoi parterre. Alcune specie legnose furono introdotte nella prima metà del XIX secolo: per esempio il cedro del Libano (Cedrus libani), la magnolia (Magnolia grandiflora), l'olivo odoroso (Osmanthus fragrans), la sequoia (Sequoia sempervirens), il bosso (Buxus sempervirens) ed il tasso (Taxus baccata); altre vennero inserite successivamente al 1850 come l'albero dei ventagli (Ginkgo biloba), la michelia (Michelia figo), il bosso delle baleari (Buxus balearica), il cipresso di Lawson (Chamaecyparis lawsoniana), la falsa canfora (Cinnamomum glanduliferum), la crittomeria (Cryptomeria japonica), l'acero tataricum (Acer tataricum), il pino strobo (Pinus strobus) e il cipresso calvo (Taxodium distichum). Altre specie ancora vennero introdotte a partire dal secolo XX: la lagerstroemia (Lagerstroemia indica), il pino strobo himalayano (Pinus wallichiana), il faggio rosso (Fagus sylvatica), l'abete del Caucaso (Abies nordmanniana), il pino nero (Pinus nigra) con una circonferenza di 2,62 metri e altezza di 30, il cefalotasso (Cephalotaxus fortunei), il podocarpo (Podocarpus nerifolius) e la torreya (Torreya nucifera).

Il cedro del Libano, piantato da Paolo Volpi nel 1822, presente nell'Orto con i suoi 6 metri di circonferenza, 22 metri di altezza ed una vasta chioma, deriva dal seme dell'esemplare allora presente all'Orto botanico di Pisa. Rappresenta l'albero più importante e la pianta simbolo dell'Orto.
È possibile tuttora leggere l'antica targa in ceramica riferita a questo esemplare, che recita:
MONTI DELLA SIRIA

INTRODOTTO IN EUROPA NEL 1683

PIANTATO NEL 1822 DAL PROF. PAOLO

VOLPI E CONTE BERNARDINO ORSETTI

DIRETTORE DEL PATRIO ATENEO

UNIVERSITARIO»

### Hortus sanitatis
Settore che comprende una ricca collezione di specie medicinali, circa 500 specie provenienti dai diversi continenti. Fu formata nel 1982 e riprende le antiche tradizioni dell'Istituto, quando era frequentato soprattutto da studenti di medicina e farmacia. Tra le specie presenti si ricordano l'origano (Origanum vulgare), il tasso barbasso (Verbascum thapsus), la menta (Mentha spicata), il timo (Thymus vulgaris), la melissa (Melissa officinalis), il ginseng americano (Panax quinquefolium), la rauvolfia (Rauwolfia serpentina), il benzoino (Styrax benzoin), il ricino (Ricinus communis), la cannella (Cinnamomum verum), la serenoa (Serenoa repens) la quassia di Suriname (Quassia amara), la senna di Alessandria (Cassia acutifolia) e il boldo (Peumus boldus).

### Piante spontanee
Comprende una collezione di piante finalizzate all'alimentazione umana, in particolar modo piante indigene del territorio lucchese: "costole d'asino" (Hypochaeris radicata), la "radicchiella" (Crepis capillaris), il "radicchio selvatico" (Hyoseris radiata), l'"uva turca" o "uvino" (Phytolacca americana), gli "strigoli" (Silene vulgaris), la "carota selvatica" (Daucus carota), il "crescione d'acqua" (Nasturtium officinale), il "luppolo" (Humulus lupulus).

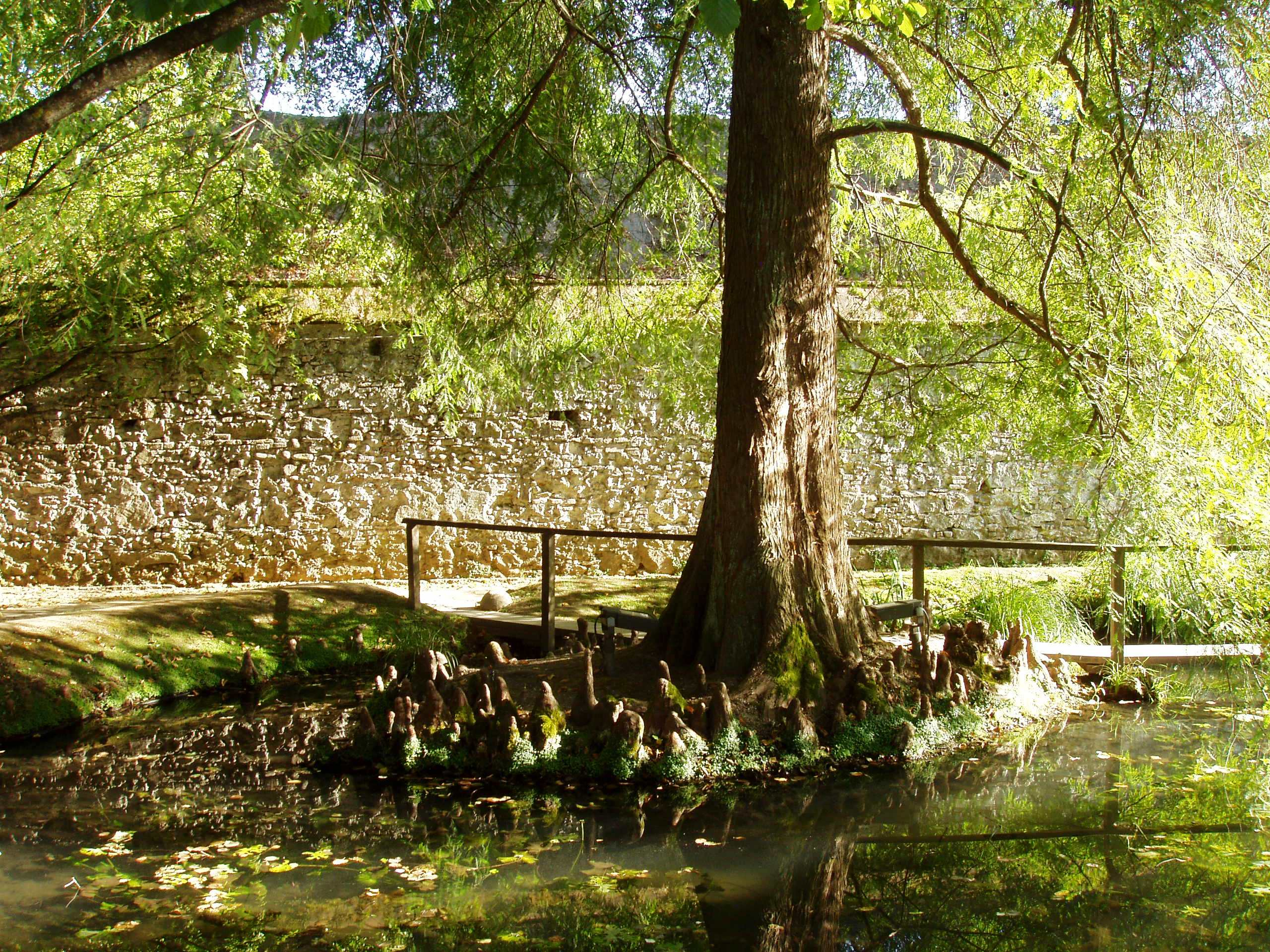
Specie acquatiche presso uno stagno

### Igrofile
Le igrofile, piante che vivono in ambienti permanentemente umidi, sono coltivate presso il laghetto dell'Orto (percorribile attraverso passerelle di legno) e nella più antica vasca ottagonale. All'ombra di due imponenti cipressi calvi (Taxodium distichum) e ai bordi degli specchi d'acqua del laghetto si trovano collocate molte specie tipiche di zone palustri della Toscana settentrionale. Queste piante sono molto interessanti perché rare e spesso a rischio di estinzione nel loro habitat naturale. Tra le specie presenti si segnalano la ninfea bianca (Nymphaea alba), la ninfea gialla (Nuphar lutea), la felce florida (Osmunda regalis), la tifa (Typha angustifolia) e la rosolida (Drosera rotundifolia), una pianta definita carnivora in quanto, per sopperire alla mancanza di azoto, cattura piccoli insetti grazie ai peli viscosi delle foglie, il pioppo tremulo (Populus tremula), l'ontano nero (Alnus glutinosa), su cui sale il rampicante periploca maggiore (Periploca graeca), l'acero da zucchero (Acer saccharum) e l'acero rosso (Acer rubrum). Sul lato occidentale del laghetto è stata creata una sfagneta, ovvero una zona caratterizzata dalla presenza di muschi detti "sfagni" (Sphagnum); su questi muschi vegetano alcune piante, molte delle quali sono rari relitti glaciali.

### Succulente
Collezione formata a partire dal 1980, comprende piante più comunemente conosciute come piante grasse, adatte a vivere in ambienti molto aridi, spesso caratterizzati da temperature elevatissime durante il giorno e relativamente basse nella notte. La raccolta è collocata all'interno delle serre monumentali, ove d'inverno vengono mantenute condizioni di caldo secco senza far mai scendere la temperatura sotto zero. Le serre dedicate sono due: nella prima si trovano piante tipiche dei deserti africani e asiatici, nella seconda quelle dei deserti americani. Grazie al gruppo “Amici dell'Orto” che si occupa del comparto, l'Orto si è arricchito di 430 piante succulente tra le quali si ricordano tra le specie afro asiatiche del genere Euphorbia (Euphorbia triangularis), tra quelle americane i Cereus (Cereus jamacaru) e inoltre Stapelia spp., Parodia spp. e Mammillaria spp.

### Piante della foresta pluviale e delle zone tropicali
Nelle altre serre sono coltivate, per la gran parte in vaso, piante caratteristiche delle foreste pluviali e delle zone tropicali. In questo caso durante l'inverno viene mantenuta una temperatura sempre superiore ai dieci gradi centigradi ed elevatissima umidità. Da maggio a settembre le piante vengono spostate all'esterno; tra le specie presenti si ricordano il fico beniamino (Ficus benjamina), la guayabita del Perú (Psidium littorale), la felce a corna d'alce (Platycerium bifurcatum), la Cycas circinalis, la Chorisia insignis e la Dypsis lutescens. Dal 2010 l'orto vanta, grazie alle donazioni di Antonio Curti, di una notevole collezione di frangipani (Plumeria sp.pl.).

### EricaceaeeTheaceae
Meritano di essere menzionate tra le colture dell'Orto Botanico i rododendri, appartenenti alla famiglia delle Ericaceae (situate in due aiuole con oltre 200 specie) e le camelie, appartenenti alla della famiglia delle Theaceae. Queste ultime, importate nel XVIII secolo, si diffusero nel secolo seguente grazie anche alle condizioni climatiche favorevoli, per cui Lucca diventò uno dei centri di collezionismo con un grande numero di appassionati e coltivatori. Fra i più pregevoli giardini che ospitavano le collezioni di camelie ci furono quelli dei Mansi, degli Orsi, dei Burlamacchi. Intorno al 1985 l'Orto Botanico insieme alla Società Italiana della Camelia avviò un progetto di individuazione delle varie specie di camelia. Furono visitati giardini pubblici e privati mirando alla ricerca di esemplari di almeno un secolo. Si pervenne poi alla coltivazione di piante all'interno dell'Orto dando così inizio alla attuale collezione che comprende il Rhododendron japonicum, il Rhododendrum concinnum e il Rhododendrum nudiflorum, mentre tra le Theaceae si ricorda la Gordonia axillaris, Camellia fraterna, Camellia granthamiana, Camellia sinensis e cultivar antiche di Camellia japonica, iscritte nei Repertori Regionali della LR 64/04. La collezione è stata restaurata nel 2011.

### Vitigni
L'Orto Botanico di Lucca con la Banca Regionale del Germoplasma ha anche una consolidata attività di recupero e ricerca di varietà coltivate che rischiano la scomparsa in quanto cadute in disuso: per esempio la raccolta di vitigni tipici del territorio lucchese, coltivati lungo il Muro occidentale e raffigurati nelle loro varietà su tavole dipinte ad acquerello conservate nel Museo Botanico. Già nella seconda metà del XIX secolo questo tipo di ricerca era svolta presso l'Istituto e ad opera del professor Bicchi era stato pubblicato un volume con la descrizione dei generi di vite presenti nel territorio lucchese.

## La montagnola
Piccola altura artificiale ove sono coltivate le specie xerofile mediterranee e quelle tipiche delle Alpi Apuane e dell'Appennino Lucchese. In cima alla montagnola è presente un notevole esemplare di tasso (Taxus baccata) con circonferenza di 1.58 m e un'altezza di 10 m. Tra le piante presenti si ricordano le filliree (Phillyrea angustifolia e Phillyrea latifolia), il lentisco (Pistacia lentiscus), il pistacchio (Pistacia vera), il pungitopo (Ruscus aculeatus), il corbezzolo (Arbutus unedo), il carrubo (Ceratonia siliqua) ed un notevole esemplare di bosso (Buxus sempervirens) alto 6 m e con una circonferenza di 0,90.

## La biblioteca
L'Orto botanico possiede una biblioteca ricca di 2000 volumi tra i quali ve ne sono alcuni pregevoli dei secoli XVII e XIX. Essa si arricchì di continuo e il Bicchi, in particolare, fece acquisire vari volumi tra cui alcuni molto importanti verso il 1870, dalla collezione privata del professor Teodoro Caruel. Secondo un elenco compilato dal Bicchi nel 1904, i libri a quell'epoca erano più di mille. Dopo la stasi del periodo compreso tra il 1906 e il 1930, si iniziarono ad acquistare delle riviste botaniche fino a costituire, a partire dal 1974, una biblioteca moderna.
Nel settembre 2016 la Biblioteca storica è stata definitivamente restaurata.

## Il Museo botanico
Fondato nel 1985 e intitolato a Cesare Bicchi, il Museo Botanico raccoglie diversi erbari illustranti principalmente la flora lucchese. I maggiori sono gli erbari creati da Benedetto Puccinelli (Herbarium Lucensis) dal 1830 al 1850, comprendenti circa 1700 specie di fanerogame e l'erbario di Cesare Bicchi (Herbarium Bicchianum) che è più ricco del precedente contenendo circa 6500 entità vegetali, rappresentanti oltre alle fanerogame, anche pteridofite, alghe e funghi. Vi sono poi alcuni erbari minori, tra cui uno del XVIII secolo. Nel museo si trovano anche una raccolta xilologica con sezioni di legni di diverse specie arboree. La xiloteca è composta da oltre 160 pezzi ed è stata formata o acquisita nel XIX secolo. Molto antica ed importante è anche la collezione pomologica, costituita da modelli in gesso di frutta coltivata nelle campagne lucchesi nei secoli XVIII e XIX. In particolar modo essa conta 62 esemplari di frutta di varie specie e 29 esemplari di agrumi. Nel 1904 i pezzi erano in totale 137; molti di questi andarono perduti nella prima metà del XX secolo durante gli anni di incuria.
Questa collezione risale alla prima metà del XIX secolo, quando fu acquistata dal Duca di Lucca Carlo Lodovico, per collocarla nel Museo di Storia Naturale, situato presso il Palazzo Ducale. Solo nel 1856, dopo che il Museo fu trasferito, il direttore Alessandro Carina dispose che tutti gli oggetti utili allo studio della botanica fossero trasferito presso l'Orto.
Più recente è la collezione micologica, con modelli in gesso di macromiceti. Completano il museo infine alcune felci paleozoiche fossili provenienti dal massiccio dei Monti Pisani e i modellini di macchine agricole in legno e metallo in uso in Toscana alla metà dell'Ottocento, donati all'Orto botanico dal Governo Provvisorio nel 1859.

## Leggenda
Al laghetto è legata una nota leggenda lucchese, originatasi nel XVII secolo e arricchitasi nel tempo ad opera della fantasia popolare. Secondo tale leggenda la bellissima nobildonna Lucida Mansi, viziata, amante degli eccessi e del lusso sfrenato, fece un patto con il diavolo. Un giorno, infatti, notando delle lievi rughe sul suo volto, essa iniziò a disperarsi rimpiangendo la trascorsa gioventù; pianse a tal punto da richiamare l'attenzione del diavolo che le si presentò sotto le sembianze di un bellissimo ragazzo offrendole trent'anni di giovinezza in cambio della sua anima. La donna accettò senza esitazione trascorrendo i suoi trent'anni all'insegna dei piaceri e della dissolutezza fino al giorno in cui il Diavolo tornò a riscuotere il suo credito e la trascinò con sé su un carro infuocato attraversando l'intera città fino ad inabissarsi nel laghetto dell'Orto. Si narra che tutt'oggi, nelle notti di luna piena, sia possibile notare riflesso nell'acqua il volto di Lucida che si guarda compiacente allo specchio.

## Eventi
- Ogni anno, durante i festeggiamenti del settembre lucchese, si tiene all'interno dell'orto, e nella sezione delle Mura a esso prospiciente, la manifestazione Murabilia, una mostra mercato a livello nazionale del giardinaggio di qualità.
- Dal 2009 si tiene sulle Mura della città un altro importante evento dedicato al giardinaggio, Verdemura, manifestazione organizzata dal Comune di Lucca e dall'Opera delle Mura con l'aiuto della Camera di Commercio e della Banca del Monte di Lucca.
- Dal 13 dicembre 2012 al 6 gennaio 2013 è stato allestito un presepe all'interno dell'Orto, con possibilità di visita all'interno e presenza di piante appartenenti alla mostra “le piante della Bibbia” presentata per l'occasione delle feste natalizie.
- L '8 giugno 2012 è stato presentato l'evento “il canto degli alberi”, realizzato dal Comune di Lucca in collaborazione con l'Opera delle mura costituito da una serie di concerti di musica affiancati da un'importante esposizione di Arte realizzata in collaborazione con “Arte in Lucca”.
- Dal 2012 è partito un progetto volto alla realizzazione di percorsi multisensoriali adeguati ai visitatori non vedenti o ipovedenti.
- Nel 2020 si celebrano i 200 anni della fondazione

## Informazioni utili
Orari e apertura per la visita
https://ortobotanicodilucca.it/visita/

## Galleria d'immagini

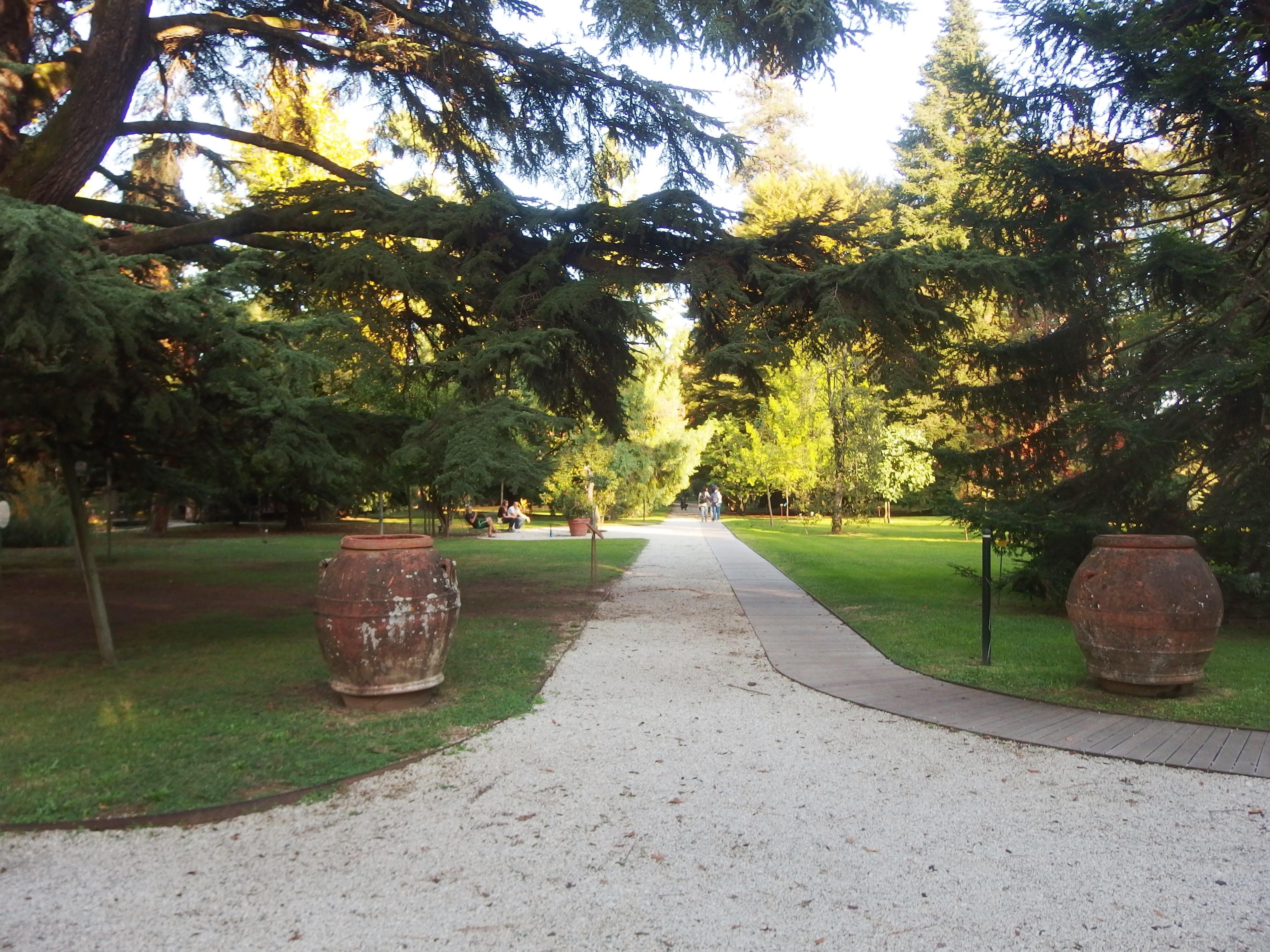
Arboreto
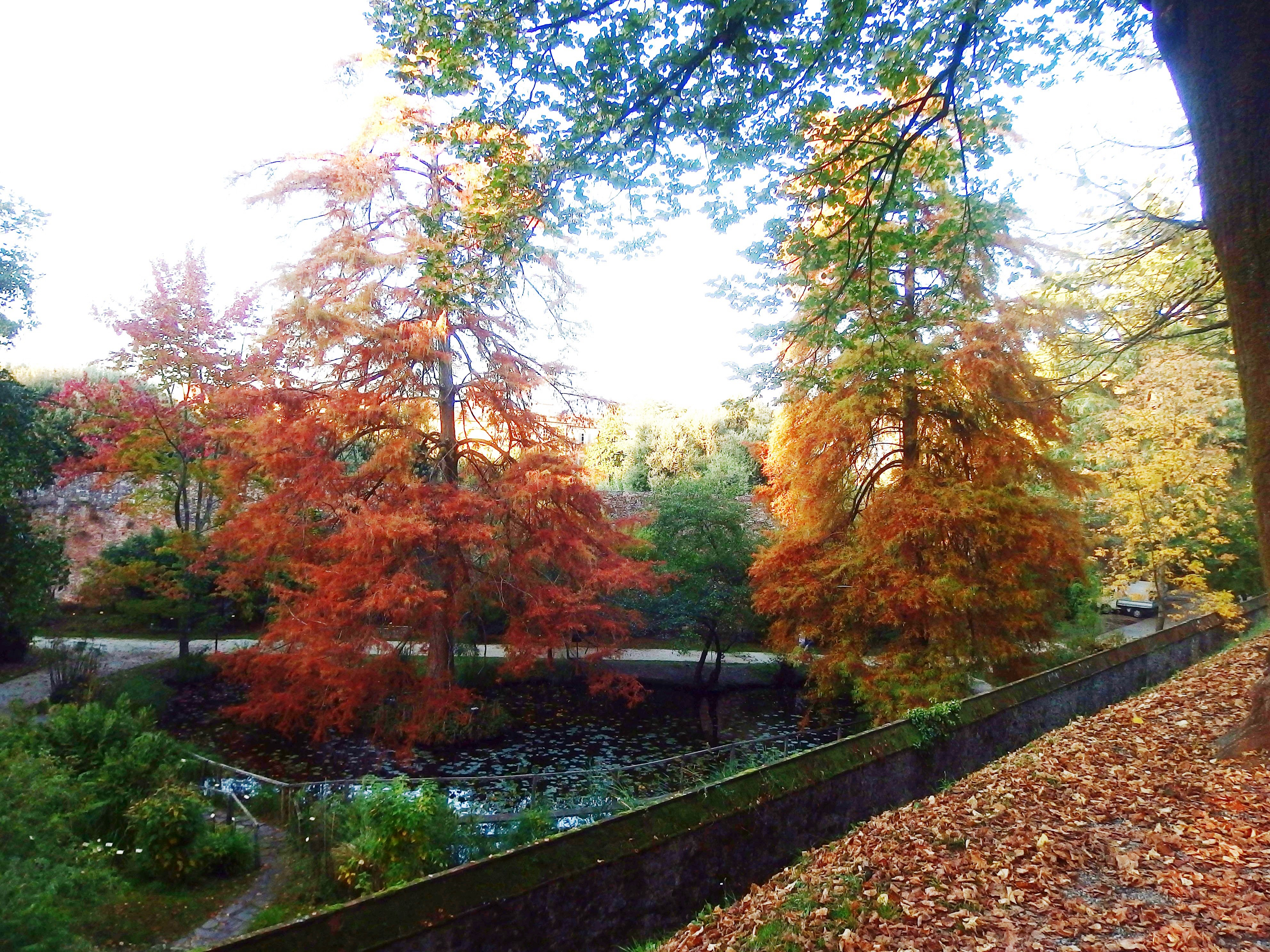
Laghetto e tassodi
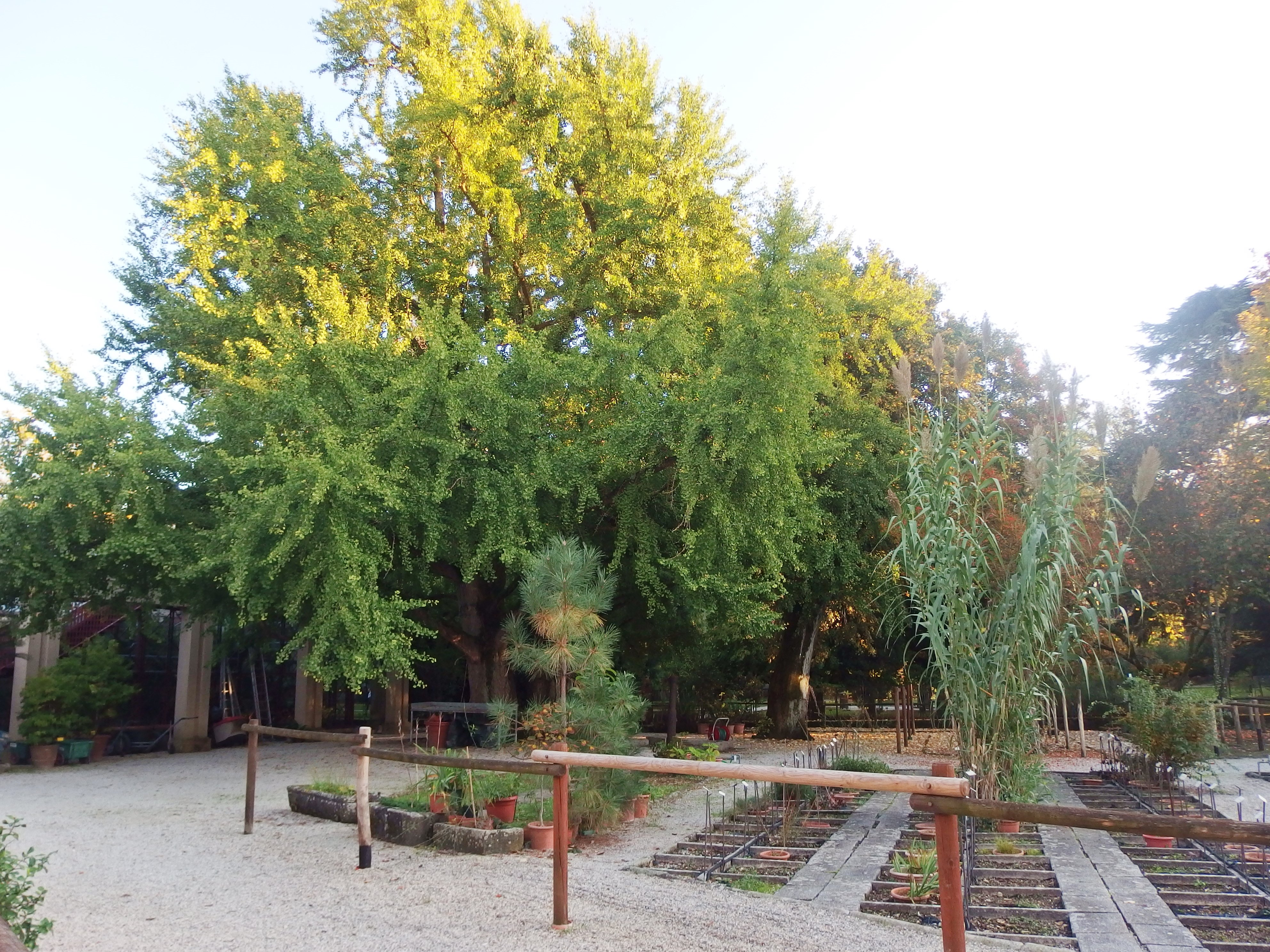
Scuola Botanica
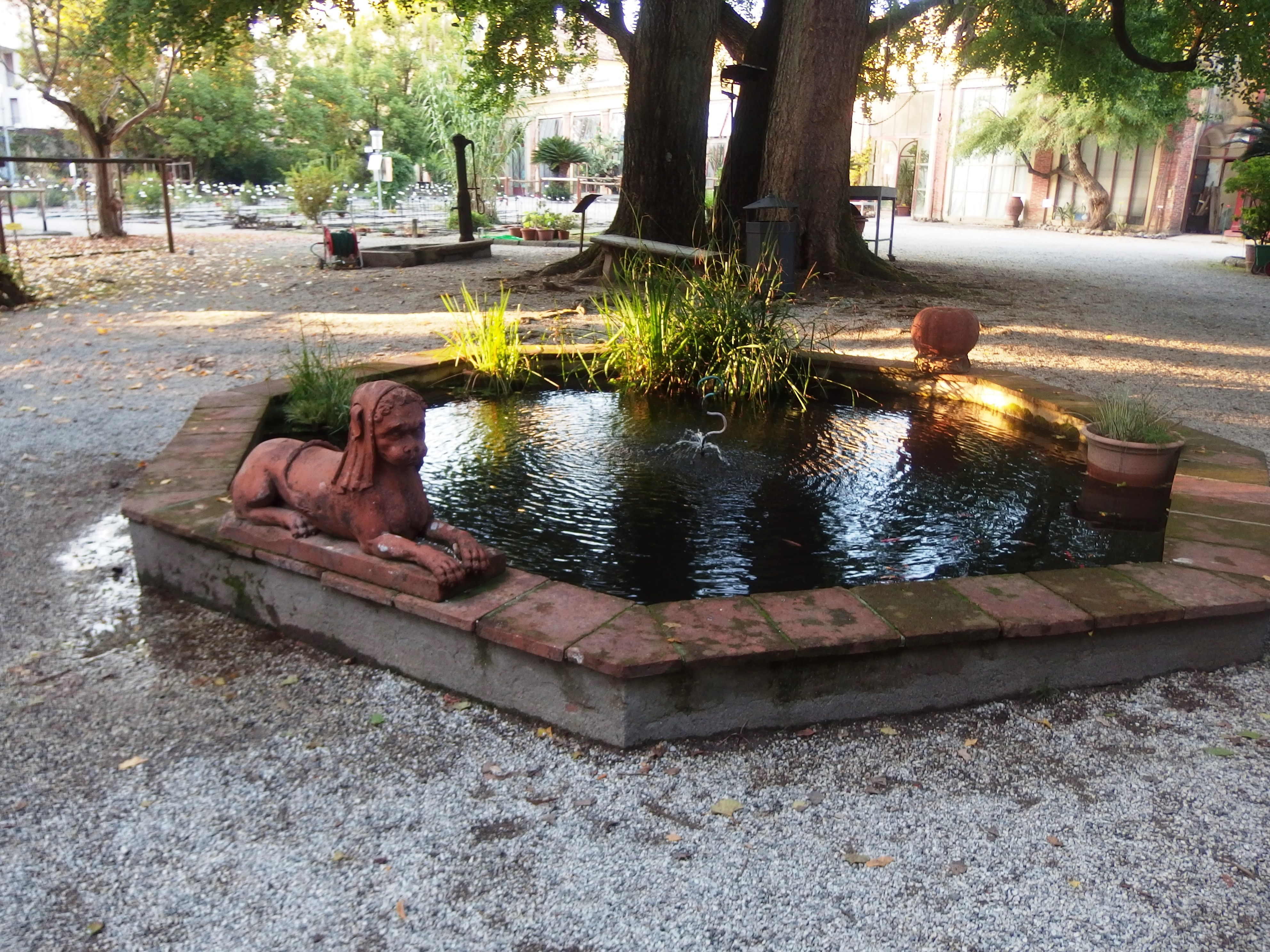
Antica vasca ottagonale
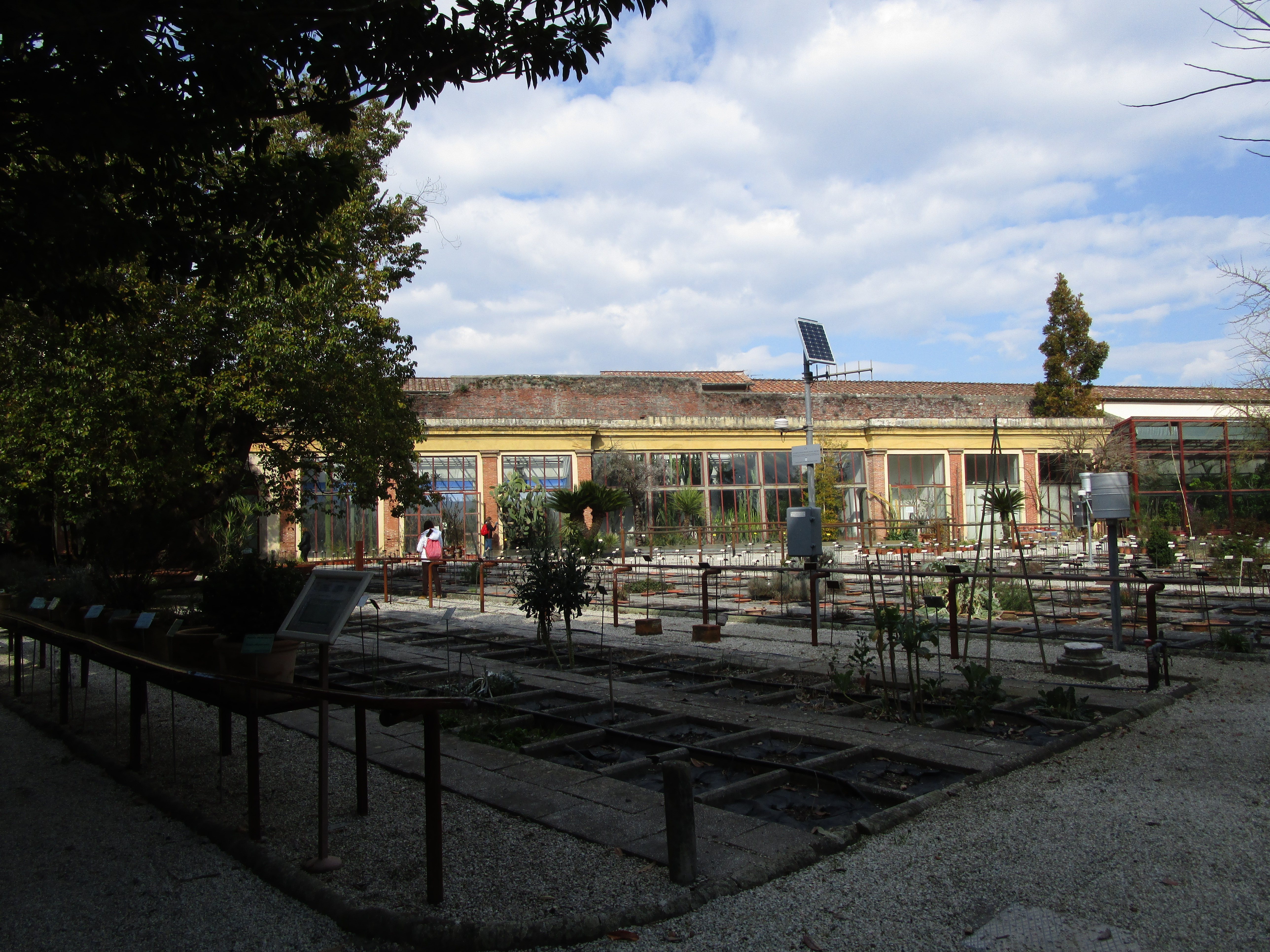
Serre ottocentesche